# Craig Goodwin
Craig Goodwin, né le 16 décembre 1991 à Adélaïde, est un footballeur international australien. Il évolue au poste de milieu gauche à Adélaïde United.

## Biographie

### En club
Craig Goodwin joue un match en Ligue des champions d'Asie avec l'équipe d'Adélaïde United. 
Le 9 février 2014, il inscrit avec les Newcastle Jets un doublé dans le championnat d'Australie, contre le club du Wellington Phoenix.

### En sélection
Craig Goodwin reçoit sa première sélection le 25 juillet 2013, lors d'une défaite (2-3) contre le Japon, dans le cadre de la Coupe d'Asie de l'Est.
Il participe ensuite au match contre la Chine le 28 juillet 2013, pour une nouvelle défaite (3-4). Il revient en sélection le 27 mai 2016 lors d'un match amical perdu (1-2) face à l'Angleterre.
Le 8 novembre 2022, il est sélectionné par Graham Arnold pour participer à la Coupe du monde 2022.

## Statistiques
| Saison                | Club                  | Championnat           | Championnat | Championnat | Coupe nationale | Coupe nationale | Coupe de la Ligue | Coupe de la Ligue | Compétition(s) continentale(s) | Compétition(s) continentale(s) | Compétition(s) continentale(s) | Total | Total |
| Saison                | Club                  | Division              | M.          | B.          | M.              | B.              | M.                | B.                | Comp.                          | M.                             | B.                             | M.    | B.    |
| 2010-2011             | Oakleigh Cannons      | VPL                   | 19          | 2           | 0               | 0               | -                 | -                 | -                              | -                              | -                              | 19    | 2     |
| 2011-2012             | Melbourne Heart       | A-League              | 4           | 0           | 0               | 0               | -                 | -                 | -                              | -                              | -                              | 4     | 0     |
| 2012-2013             | Newcastle Jets        | A-League              | 25          | 3           | 0               | 0               | -                 | -                 | -                              | -                              | -                              | 25    | 3     |
| 2013-2014             | Newcastle Jets        | A-League              | 19          | 2           | 0               | 0               | -                 | -                 | -                              | -                              | -                              | 19    | 2     |
| 2014-2015             | Newcastle Jets        | A-League              | 0           | 0           | 1               | 0               | -                 | -                 | -                              | -                              | -                              | 1     | 0     |
| 2014-2015             | Adélaïde United       | A-League              | 27          | 4           | 2               | 2               | -                 | -                 | -                              | -                              | -                              | 29    | 6     |
| 2015-2016             | Adélaïde United       | A-League              | 24          | 4           | 5               | 0               | -                 | -                 | CL                             | 1                              | 0                              | 30    | 4     |
| Sous-total            | Sous-total            | Sous-total            | 118         | 15          | 8               | 2               | -                 | -                 | -                              | 1                              | 0                              | 127   | 17    |
| 2016-2017             | Sparta Rotterdam      | Eredivisie            | 19          | 3           | 3               | 0               | -                 | -                 | -                              | -                              | -                              | 22    | 3     |
| Sous-total            | Sous-total            | Sous-total            | 19          | 3           | 3               | 0               | -                 | -                 | -                              | -                              | -                              | 22    | 3     |
| Total sur la carrière | Total sur la carrière | Total sur la carrière | 137         | 18          | 11              | 2               | -                 | -                 | -                              | 1                              | 0                              | 149   | 20    |

## Palmarès
Adélaïde United
- Champion d'Australie en 2016
- Vainqueur de la Coupe d'Australie en 2014